# Souterrain von Kilkenneth
 Das Souterrain von Kilkenneth ist ein vorgeschichtlicher unterirdischer Bau („Souterrain“) auf der zu den Inneren Hebriden zählenden schottischen Insel Tiree. Bei Souterrains wird zwischen „earth-cut“, „rock-cut“, „mixed“, „stone built“ und „wooden“ unterschieden.
Das „stone built“-Souterrain von Kilkenneth wurde 1916 beim Pflügen etwa 4,6 m von einem Haus in der Gemeinde Kilkenneth in einer Tiefe von 0,4 m entdeckt und von G. Goudie teilweise ausgegraben. Vom Eingang aus ging der Gang allmählich abwärts, bevor er flach verlief. Anfangs in südlicher Richtung verlaufend, schwenkte er nach kurzer Strecke nach Südosten. Seine volle Länge wurde nicht festgestellt, da er etwa 15,0 m vom Zugang entfernt mit Erde und Steinen verschüttet war. Die Wände waren mit Kragsteinen versehen und das Dach bestand aus steinernen Stürzen, die alle in situ blieben. Die maximale Höhe und Breite des Ganges betrugen 1,7 bzw. 1,6 m. Der Zugang war 1,0 m hoch und 0,7 m breit. Etwa 8,0 m vom Zugang entfernt gab es möglicherweise eine Innentür, da die Breite des Ganges auf 0,5 m verengt war.
Fragmente grober Keramik und einige Hammersteine wurden im Inneren gefunden, scheinen aber nicht überlebt zu haben. Vom Souterrain ist keine Spur mehr zu sehen.
In der Nähe liegen der Kilkenneth Cairn, die Ruine der Kilkenneth Chapel und das Souterrain von Greenhill.